# رکن‌الدین جوادی
رکن‌الدین جوادی (زاده ۱۳۳۶ ابهر) مدیر اجرایی و سیاست‌مدار ایرانی است، که در فاصله سال‌های ۱۳۹۲ تا ۱۳۹۵ به‌عنوان مدیرعامل شرکت ملی نفت ایران فعالیت می‌کرد و از ۱۳۹۵ تا ۱۳۹۸ نیز معاون وزیر نفت در نظارت بر منابع هیدروکربوری بود.
وی دانش‌آموخته کارشناسی مهندسی برق از دانشگاه صنعت نفت و کارشناسی ارشد مهندسی الکترونیک از دانشگاه تهران می‌باشد. جوادی در طول جنگ ایران و عراق از اعضای سپاه پاسداران بود و فعالیت در صنعت نفت را از سال ۱۳۶۱ در شرکت ملی نفت ایران آغاز کرد. وی از ۱۳۶۷ تا ۱۳۶۸ رئیس پالایشگاه گاز سرخون بود، از ۱۳۶۸ تا ۱۳۷۳ به‌عنوان مدیر مهندسی شرکت ملی گاز ایران فعالیت می‌کرد و از ۱۳۸۱ تا ۱۳۸۵ نیز مدیرعاملی شرکت ملی صادرات گاز ایران را برعهده داشت. قرارداد کرسنت در این دوره منعقد گردید. وی از ۱۳۸۶ تا ۱۳۹۲ مدیرعامل شرکت مهندسی و ساختمان صنایع نفت (اویک) بود.